# 朱幼兰
朱幼兰（1940年—），男，浙江桐乡人，中国计算数学家，曾任中国科学院计算中心研究员、博士生导师。